# Éric Alard
Éric Alard (ur. 26 sierpnia 1967 w Paryżu) – francuski bobsleista, brązowy medalista mistrzostw świata.

## Kariera
Największy sukces w karierze osiągnął w 1989 roku, kiedy wspólnie z Érikiem Le Chanonym wywalczył brązowy medal w dwójkach podczas mistrzostw świata w Winterbergu. Był to jednak jego jedyny medal wywalczony na międzynarodowej imprezie tej rangi. W 1998 roku wystąpił na igrzyskach olimpijskich w Nagano, zajmując trzynaste miejsce w dwójkach.